# Medios de comunicación en Afganistán
Los Medios de comunicación en Afganistán incluyen la impresión, la radiodifusión y los medios digitales. Está principalmente en lenguas darí y pastún, los idiomas oficiales de la nación. Según la Fiscalía General de Afganistán, "hay alrededor de 1.879 medios de comunicación activos en Afganistán que fueron calificados como uno de los principales logros del país en los últimos 18 años".
Tras la toma de poder de los talibanes en 2021 , existe la preocupación de que haya una disminución significativa de los medios de comunicación en Afganistán.

## Historia de los medios de comunicación

Mahmud Tarzi se convirtió en el pionero del periodismo afgano.

El primer periódico, Shams-i Nahar (Morning Sun) se publicó en 1873 durante el gobierno de Sher Ali Khan.
Otro periódico, Siraj-ul-Akhbar (Lámpara de las noticias) se publicó inicialmente el 11 de enero de 1906, con Abdul-Rauf como editor. Tras este primer y único número en lengua persa, se detuvo su publicación. Pero fue revivido y puesto en marcha nuevamente en octubre de 1911 por Mahmud Tarzi, editor y propietario del periódico que criticaba la amistad entre el Imperio Británico y Afganistán. El periodista Mahmud Tarzi se hizo conocido como el pionero del periodismo afgano, en 1916 escribió: "Siraj Al Akhbar no es ni británico, ni ruso, ni francés, ni italiano, ni alemán, ni chino o japonés. Es un periódico musulmán y, en eso, es específicamente un periódico afgano. Diga lo que diga, cualquier melodía que cante, es desde un punto de vista afgano y se deriva del tono de la dignidad nacional afgana". 
En 1919, bajo el rey Amanulá Khan, el periódicó Aman-i-Afghan (Paz afgana) reemplazó a Siraj al-Akhbar, sirviendo como un órgano del gobierno, mientras que varios periódicos privados más pequeños aparecieron bajo diferentes ministerios. Junto con estos desarrollos, Radio Kabul comenzó a transmitir su señala el año 1925, lo que inauguró en una nueva era de medios de comunicación en el país. La Constitución de Afganistán de 1964 y la Ley de Prensa de 1965 establecían la libertad de prensa, dentro de los límites del comportamiento apropiado. 
Durante la década de 1960 se vio un rápido crecimiento de los servicios de televisión en todo el mundo, incluida la mayoría de los países en desarrollo. La base conceptual de Televisión en Afganistán para mejorar la tasa de alfabetización y la recomendación técnica específica para el lanzamiento inicial fue publicada por primera vez en 1967 por el Dr. Hafiz Sahar, editor en jefe del periódico matutino nacional, en su trabajo académico en la Universidad de Nueva York. No fue hasta el año 1978, cuando debido a la inestabilidad política ocurrida durante la década de 1970, que se logró lanzar el primer canal de televisión afgano en Kabul, con una subvención de Japón. La prensa fue editorialmente independiente del gobierno, pero recibió instrucciones de salvaguardar los intereses del estado y la monarquía constitucional, el Islam y el orden público. El periodismo afgano progresó y se desarrolló desde la década de 1950 hasta la de década de 1970, aunque siguió siendo limitado.

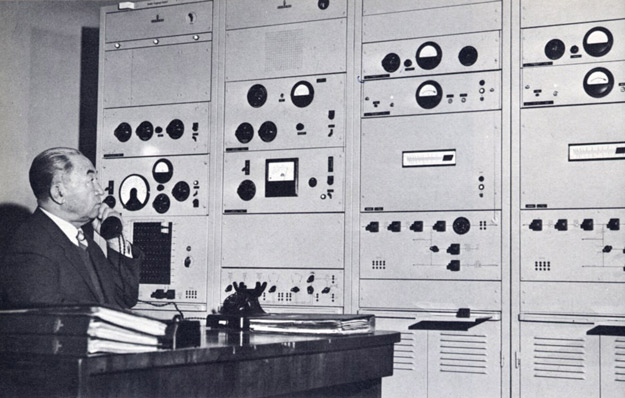
Panel de control central en el transmisor de Radio Kabul en la década de 1950. El transmisor se puede escuchar en lugares tan lejanos como Sudáfrica e Indonesia

Cuando el gobierno del rey Zahir Shah fue derrocado en el Golpe de Estado de Afganistán de 1973 por su propio primo Daoud Khan, aproximadamente 19 periódicos fueron cerrados y los medios de comunicación fueron severamente restringidos, poniendo fin a un período de relativa libertad. La primera transmisión de televisión en color apareció en 1978. Los medios de comunicación cayeron bajo el control de las influencias soviéticas durante la República Democrática de Afganistán desde 1979 hasta 1992.
Los medios de comunicación bajo el gobierno talibán se caracterizaron por estrictas leyes de medios, incluida la prohibición de la televisión. Los talibanes instigaron la destrucción de televisores en 1998. Las personas a quienes se sorprendió con un televisor en sus hogares estaban sujetas a multas monetarias, azotes o encarcelamiento. La mayoría de los medios operaban desde otros países, excepto en una pequeña área en el norte de Afganistán, que tenía su propio servicio de televisión llamado Badakhshan Television. Transmitía noticias y películas para unos 5.000 espectadores durante tres horas al día. Todas las estaciones de televisión fueron cerradas en 1996 por orden de los talibanes y se prohibió a los periódicos impresos publicar comentarios, fotografías o cartas de lectores. Las estaciones de radio bajo el control de los talibanes no transmiten más que programas religiosos y noticias seleccionadas. Alrededor del 70% de la población escuchó sus transmisiones. En 2000, el gobierno talibán lanzó The Islamic Emirate , un periódico en inglés diseñado para contrarrestar la información producida por los "enemigos del Islam". Solo Rusia, República Checa y Serbia tenían oficinas de noticias con sede en Kabul debido a la inestabilidad. El centro de televisión de Kabul se convirtió en un cuartel militar.ya los periodistas no se les permitió trabajar con medios extranjeros. El entorno de los medios de comunicación siguió siendo sombrío hasta el derrocamiento del gobierno talibán a finales de 2001.
Los medios de comunicación afganos han experimentado un rápido crecimiento durante la administración de Karzai , con decenas de estaciones de televisión establecidas en todo el país. Algunos de estos incluyen Tolo, Ariana Television Network, Lemar, Shamshad y la Televisión Nacional de Afganistán (RTA), de propiedad estatal. También se han establecido más de doscientas estaciones de radio. A partir de 2019, hay más de 1,000 periódicos, revistas y otros medios impresos. Todos los medios florecieron bajo las nuevas reglas de Afganistán, aunque los periodistas se autocensuran ; todavía existen sanciones por difamar a las personas y publicar material contrario a los principios del Islam.

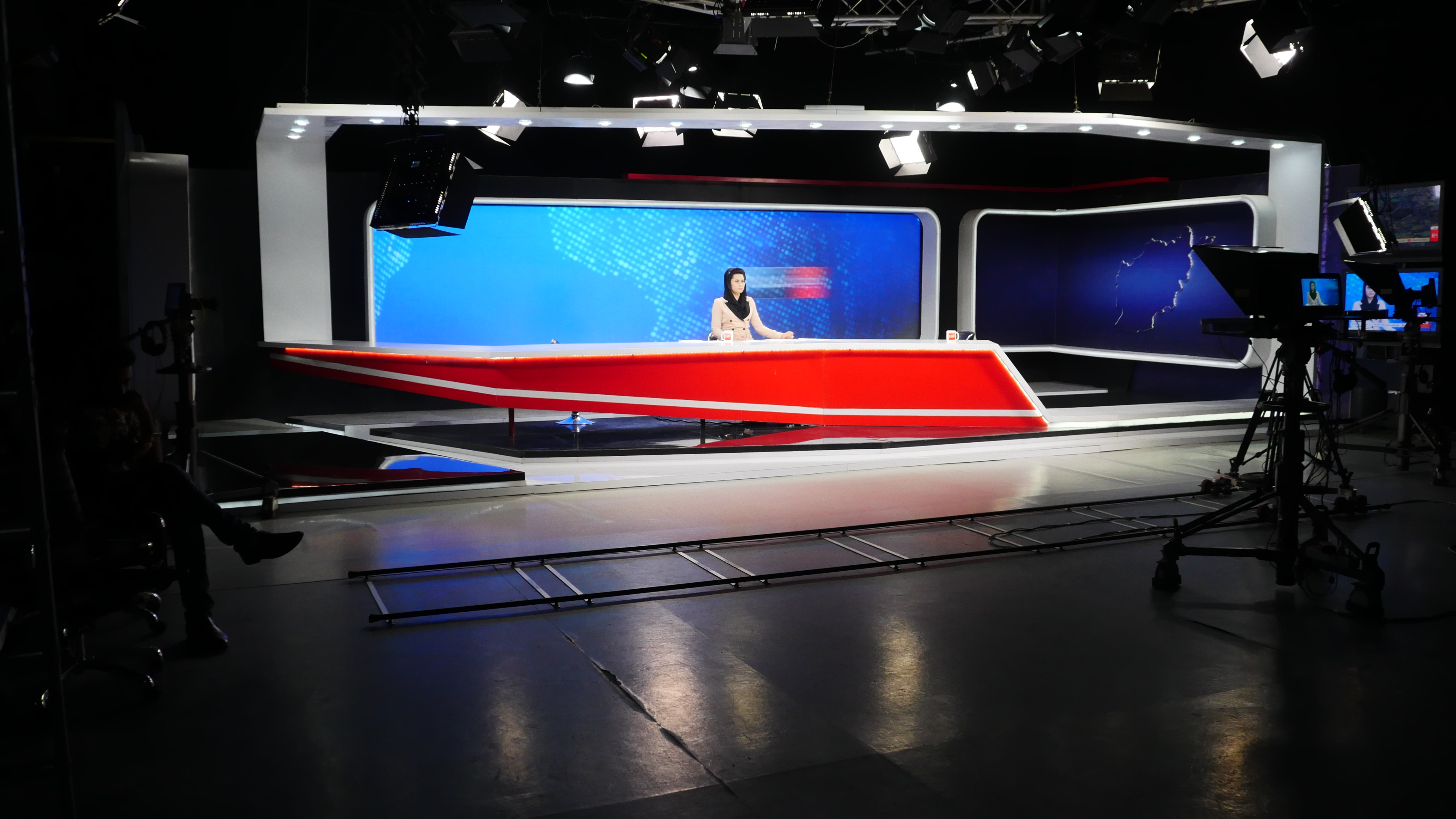
Estudio de TOLOnews en Kabul, Afganistán

Algunos funcionarios gubernamentales han utilizado sus puestos para mantener sus propias instalaciones de comunicaciones, ya que los gobiernos nacionales y locales poseen o controlan varias docenas de periódicos y muchos medios de comunicación electrónicos. Una ley de medios de 2004 prohíbe la censura, pero exige el registro de publicaciones periódicas en el Ministerio de Información y Cultura; en 2005 se registraron unas 250 publicaciones periódicas. Las organizaciones internacionales han estado formando a nuevos periodistas desde la caída de los talibanes. Sin embargo, debido a la inestabilidad en Afganistán, los periodistas han sido tan atacados como los soldados, como lo demuestran los casos de secuestro y amenazas de muerte. Una ONG llamada Nai (que significa flauta, un importante instrumento simbólico para la radiodifusión) rastrea la violencia contra los periodistas con su Media Watch Data. Más de 100 periodistas también protestaron por una redada en una estación de televisión privada que generó preocupación por una mayor interferencia del gobierno en la información.
Una de las agencias de noticias independientes más grandes de Afganistán es Pajhwok Afghan News, que fue fundada en 2004 por periodistas afganos que trabajaron con el Institute for War and Peace Reporting . Tiene reporteros en casi todas las provincias y publica historias en línea en inglés, dari y pashto. La agencia de noticias Bakhtar, otro servicio de noticias, está a cargo del gobierno afgano.
Aunque muchas menos mujeres afganas que hombres trabajan como periodistas, las reporteras y editoras afganas hacen oír su voz cada vez más no solo sobre temas tradicionalmente "femeninos" como la educación y la salud, sino también sobre cuestiones más importantes que afectan a Afganistán, como la tensión entre tradición y modernidad. Shukria Barakzai fundó el semanario bilingüe Women's Voice para hacer campaña por los derechos de las mujeres. Fue elegida para la Cámara del Pueblo (o Wolesi Jirga, la cámara baja de la Asamblea Nacional de Afganistán) y defiende la esperanza de que una prensa mejor y más libre conduzca a una democracia y una sociedad civil fuertes. Uno de los ataques gubernamentales más notorios a la libertad de prensa ocurrió en 2008 cuando el presentador Mohammad Nasir Fayyaz de Ariana Television Network fue arrestado por criticar a miembros del gabinete. Posteriormente fue puesto en libertad sin cargos. Durante las elecciones presidenciales afganas de 2009 hubo algunos informes de ataques a la libertad de prensa. El 30 de abril de 2018, nueve periodistas perdieron la vida en un bombardeo insurgente en Kabul, el incidente más mortífero contra periodistas desde 2001. A finales de año, un total de 14 periodistas y trabajadores de los medios de comunicación murieron en Afganistán.

## Periódicos
Afganistán tiene casi 1.500 medios impresos a partir de 2019. Los principales periódicos diarios son Anis, Arman-e Melli, de propiedad estatal, y el Grupo de Periódicos de Afganistán, de propiedad privada, que incluye The Daily Outlook Afghanistan (el primer periódico independiente en inglés de Afganistán) y The Daily Afganistán en los idiomas locales de dari y pashto, Cheragh , fundado por la primera periodista afgana Kathreen Wida en diciembre de 2003, Eslah, y The Kabul Times y Khaama Press y Eradeh, Hewad, Ittefaq-e Islamy Shari'at. La circulación de publicaciones impresas independientes se ha limitado principalmente a la región de Kabul. Aproximadamente 500 publicaciones están ahora registradas en el país.

## Radio
La radio ha sido durante mucho tiempo la fuente de información más extendida en Afganistán. La radiodifusión salió al aire en 1925, siendo Radio Kabul la primera emisora. A fines de la década de 1970, casi todos los hogares poseían al menos una radio, especialmente en las principales ciudades. En 2019, el país cuenta con 284 estaciones de radio, con AM, FM y onda corta, que transmiten principalmente en los idiomas pastún y darí. El Servicio Mundial de la BBC, Voice of América, Radio Azadi y otros emiten en Afganistán como una fuente adicional de noticias, tanto en pashto como en dari.

## Televisión

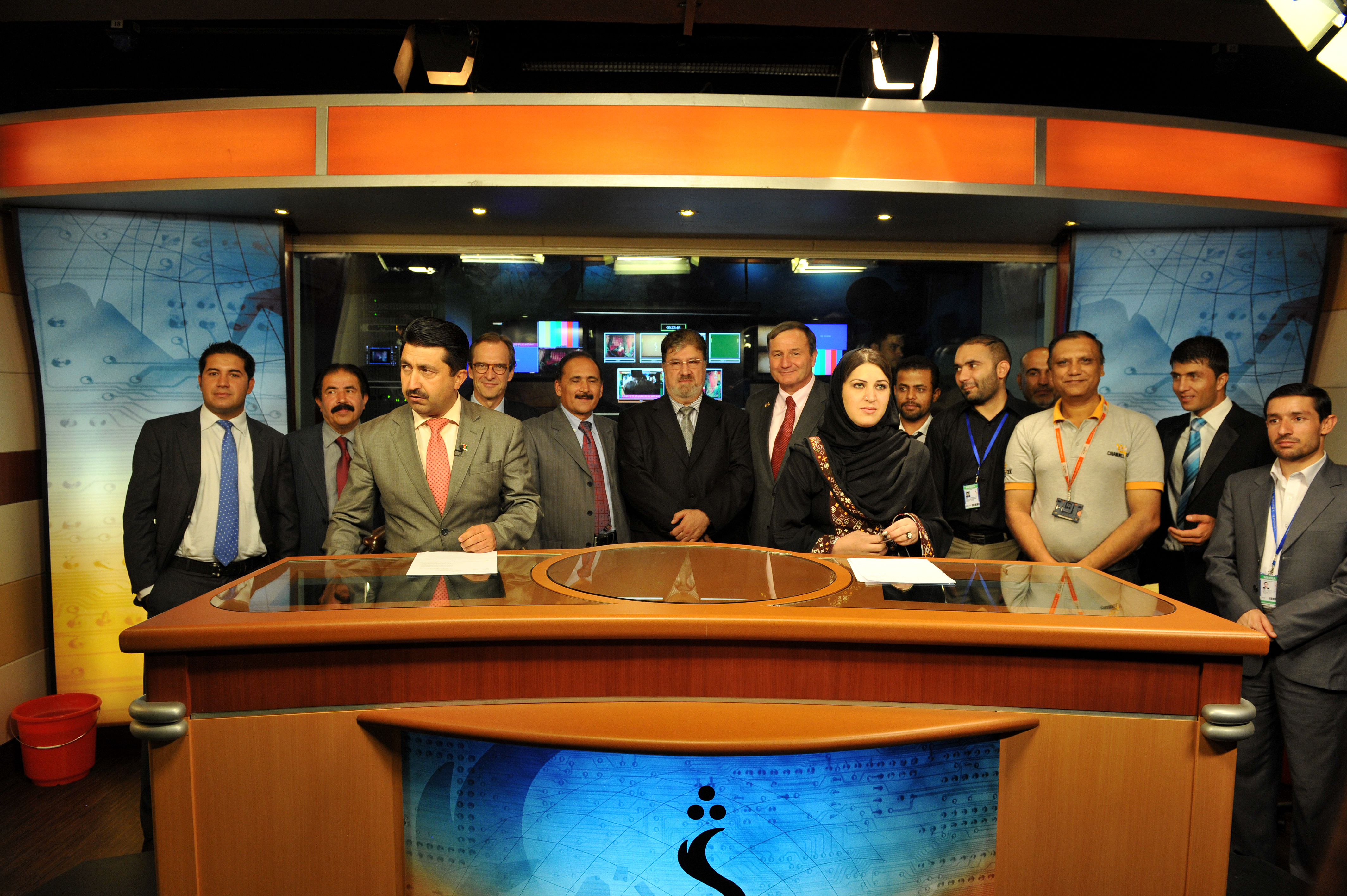
Estudio de televisión Shamshad (2010)

En 2019 se informó que Afganistán tiene 203 estaciones de televisión, 96 en Kabul y 107 en otras provincias del país. Incluyen canales locales e internacionales. Uno de ellos es RTA TV de propiedad estatal. La propiedad de la televisión por satélite y por cable está aumentando; Al Jazeera es ampliamente visto como una fuente líder de información sin censura. Muchos canales de noticias globales tienen oficinas locales en Kabul, que incluyen: CNN, BBC, Sky News, DD News y Aljazeera .
Con una combinación de noticias y programas políticos afganos, reality shows originales, películas de Bollywood y programas estadounidenses como " 24 ", ARIA TV es el primer canal exclusivo para niños y adolescentes, mientras que Tolo TV es la estación más vista de Afganistán. Saad Mohseni, presidente de la empresa matriz de Tolo, MOBY Group , dijo que los ingresos de Moby están en el rango de los 20 millones de dólares y que la empresa de medios opera con ganancias. Lemar TV, que emite en lengua pastún, es un canal hermano de Tolo. Otro canal que está principalmente en pastún es Shamshad TV, que es propiedad de otro grupo afgano. Sharq TV es también otro canal de televisión que emite en pastún en la zona este de Afganistán, es propiedad de Shaiq Network.
Baano TV es un canal dedicado a las mujeres que comenzó en julio de 2017. El canal está disponible en Kabul y Mazar-e-sharif, así como en todo Afganistán y Medio Oriente vía satélite.
ABS "Afganistán Broadcast System", parte de ACG "Asian Consulting Group", inicia su servicio de TDT con el nombre comercial de Oqaab. Oqaab ((que significa "águila" en dari)), es un servicio de transmisión digital que permite a los usuarios ver la televisión en formato digital. La televisión digital es un formato de televisión avanzado que proporciona una calidad de imagen y sonido mucho mejor en comparación con la televisión analógica tradicional. Los usuarios seguirán recibiendo canales locales de forma gratuita, mientras que, próximamente, se ofrecerán canales prémium ampliados por una tarifa mensual baja. Hoy en día, muchos nuevos canales de televisión comienzan su transmisión a través de ABS (OQAAB). ANAAR TV fue la primera TV Digital (TDT) que inicia su emisión el 31 de mayo de 2015 dedicada a la tecnología.
La lista de canales de televisión digital incluye, entre otros, Anaar TV, Harirood TV (ahora Afganistán TV), Hadees TV, 10 TV, Mashal TV, 11TV, Meshrano Jerga TV (segundo canal de televisión del Parlamento) y Afganistán Youth TV.

## Internet
Los medios digitales aumentaron rápidamente en Afganistán en la última década. Aproximadamente 2,69 millones de usuarios en línea se registraron en 2015. El acceso a Internet creció principalmente a través de cibercafés y "telekioscos" públicos en Kabul. Hay varios periódicos en línea disponibles, incluida la agencia de noticias Bakhtar , Khaama Press y Pajhwok Afghan News .